# 시너지미디어
시너지미디어(영어: Synergy Media)는 2002년 8월 14일(잡코리아 등재 정보 기준)에 설립된 영화 및 애니메이션 제작사이다. CEO는 강유신이였으며, 대표적으로 원더볼즈!, 타오르지마 버스터 등이 있다. 영화는 2018년 극장판 뽀잉: 슈퍼 변신의 비밀 2019년 극장판 타오르지마 버스터: 블랙어썰트의 귀환과 날아라 슈퍼보드(예정) 등이 있다.
주소는 서울시 강남구 논현2동 101 일신빌딩 302호에 있다.[잡코리아에는 서울 마포구 성암로 330 (상암동, DMC첨단산업센터) A동 601호으로 등재되어 있다.]
그러나 2021년 경 폐업 하였다.

## 작품

### 애니메이션(KBS)
- 타오르지마 버스터
- 라바 (대한민국의 투바 엔터테인먼트와 함께제작)
- 시간여행자 루크 제작투자
- 브레드 이발소 시즌 2 제작협력
- 꼬마탐정 토비와 테리 제작협력

### 애니메이션(EBS)
- 오스카의 오아시스 (대한민국의 투바 엔터테인먼트와 함께제작)
- 놀이터 구조대 뽀잉
- 원더볼즈
- 레전드 히어로 삼국전
- 우리는 비트몬스터
- 미앤마이로봇 (프랑스의 애니메이션 스튜디오와 함께제작)
- 빼꼼 (RG 애니메이션 스튜디오와 함께제작)

### 영화 애니 제작 배급
- 극장판 뽀잉: 슈퍼 변신의 비밀
- 극장판 타오르지마 버스터: 블랙어썰트의 귀환
- 날아라 슈퍼보드

1. ↑  “KOBIS 영화관 입장권 통합 전산망”. 2024년 2월 12일에 확인함.
2. ↑  “㈜시너지미디어 기업정보”. 2024년 2월 12일에 확인함.